# Praiano
Praiano ist eine Stadt in der Provinz Salerno in Kampanien, Italien und gehört zur Bergkommune Comunità Montana Penisola Amalfitana.

## Lage und Daten
Praiano liegt 32 km westlich von Salerno an der Amalfitana von Amalfi nach Positano mit 1969 Einwohnern (Stand 31. Dezember 2023). Ein weiterer Ortsteil ist Vettica Maggiore. Die Nachbargemeinden sind Agerola (NA), Furore, Positano.
Der Haupterwerbszweig der Gemeinde ist der Tourismus. In dem Ort gibt es etwa 15 Hotels. Es gibt in Praiano Zugänge zum Meer, einen Strand wie Positano hat der Ort aber nicht.

## Sehenswürdigkeiten
Sehenswert ist die Kirche San Luca Evangelista. Der Ursprung der Kirche geht auf das Jahr 1123 zurück. Im Inneren befinden sich Gemälde von Giovanni Bernardo Lama aus dem 16. Jahrhundert. Im Pfarrhaus aus dem Jahre 1552 ist ein Museum eingerichtet.

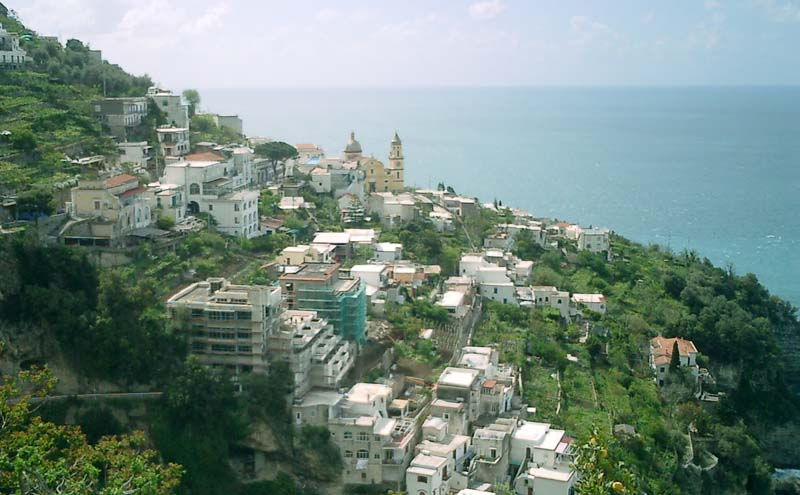
Blick auf Praiano
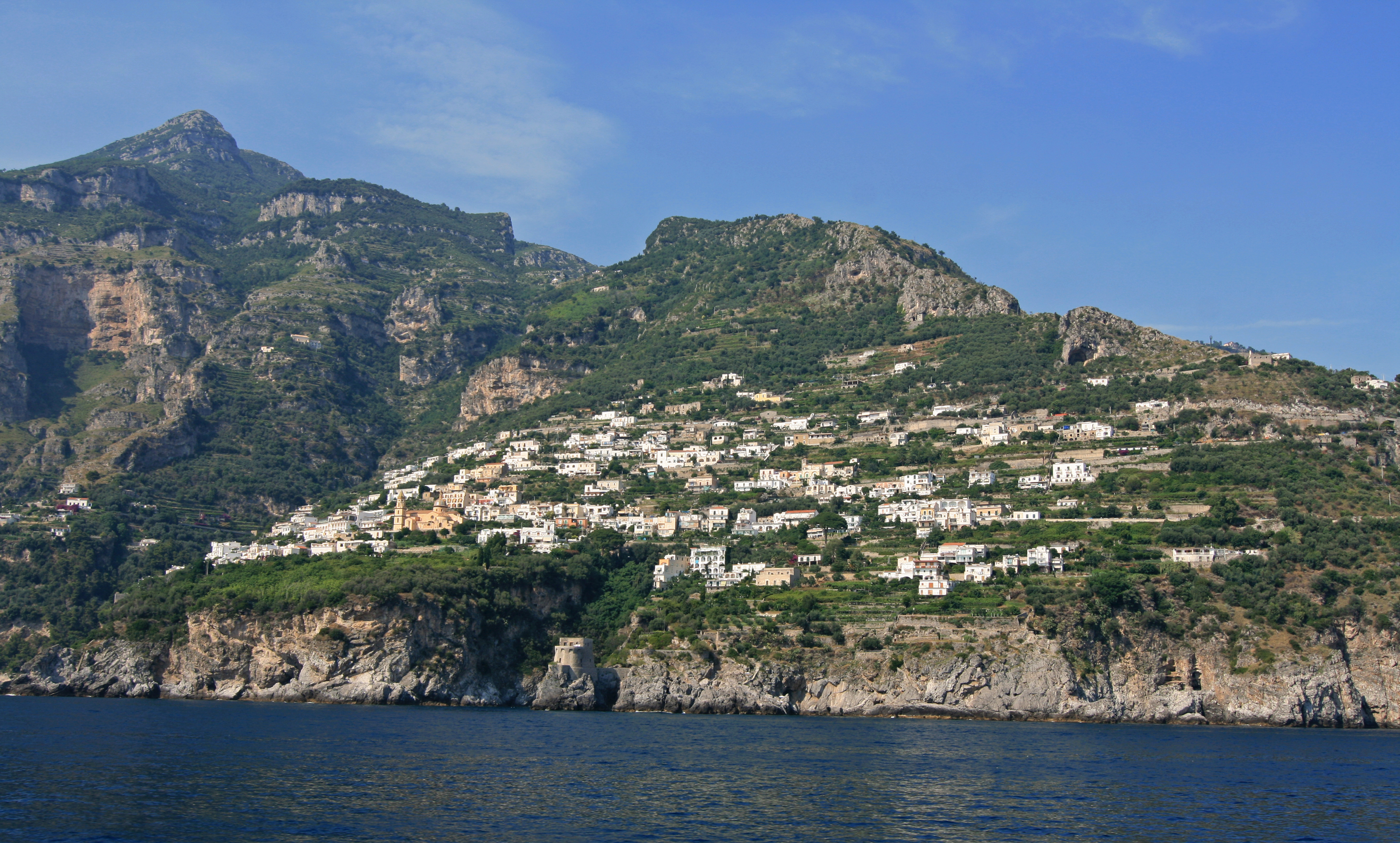
Blick vom Wasser aus
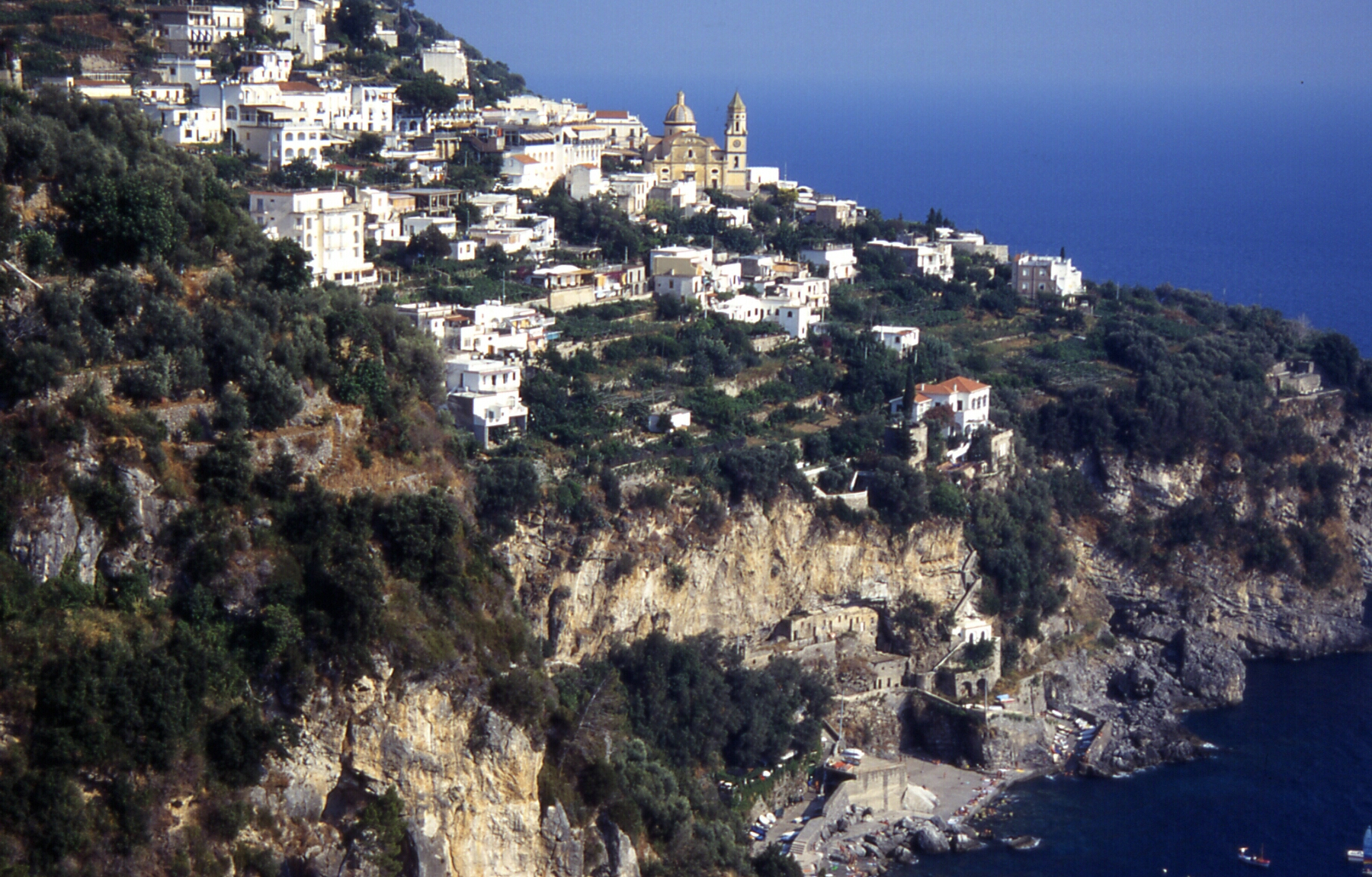
Ansicht 1995
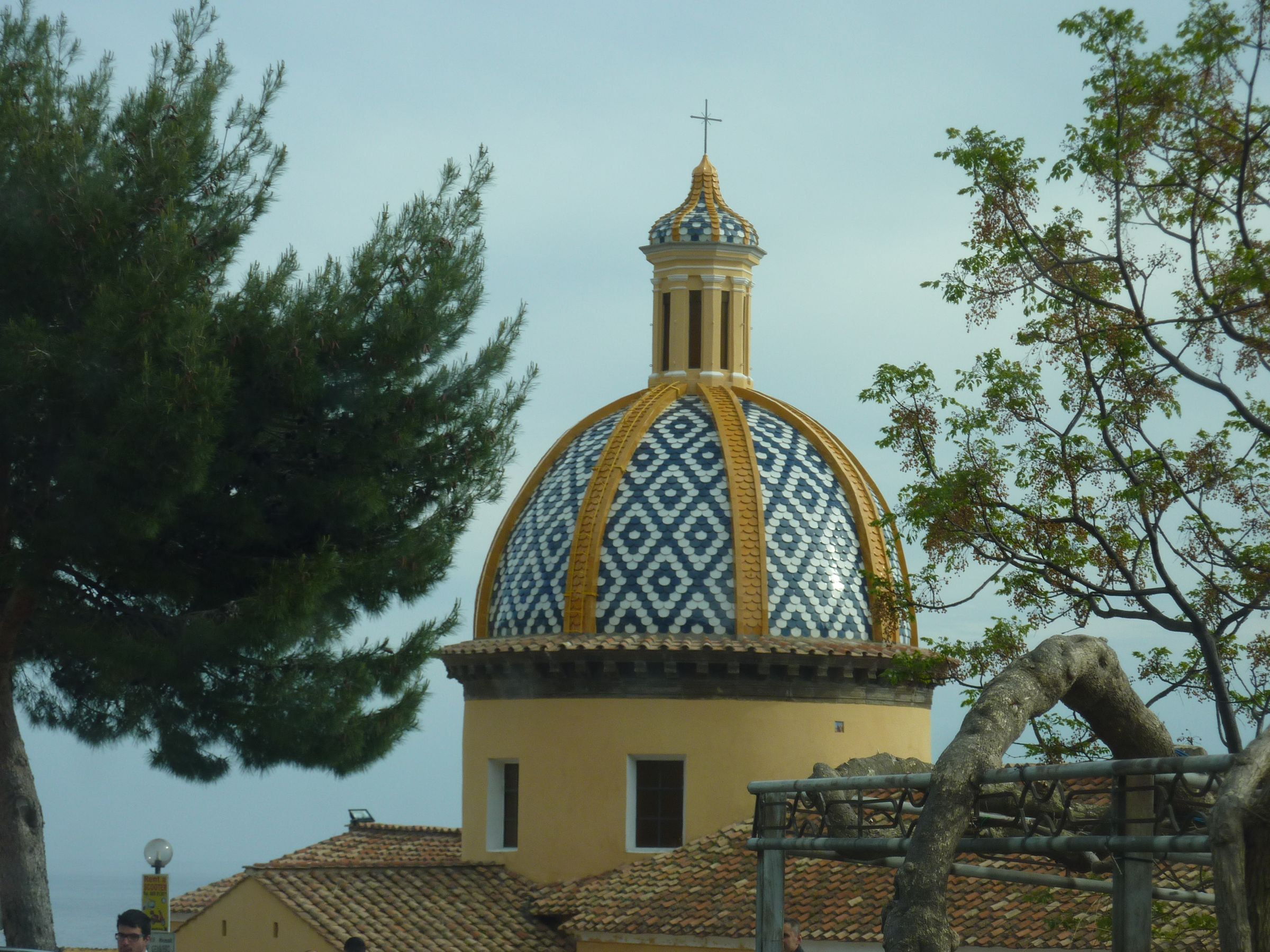
Kuppel von San Gennaro
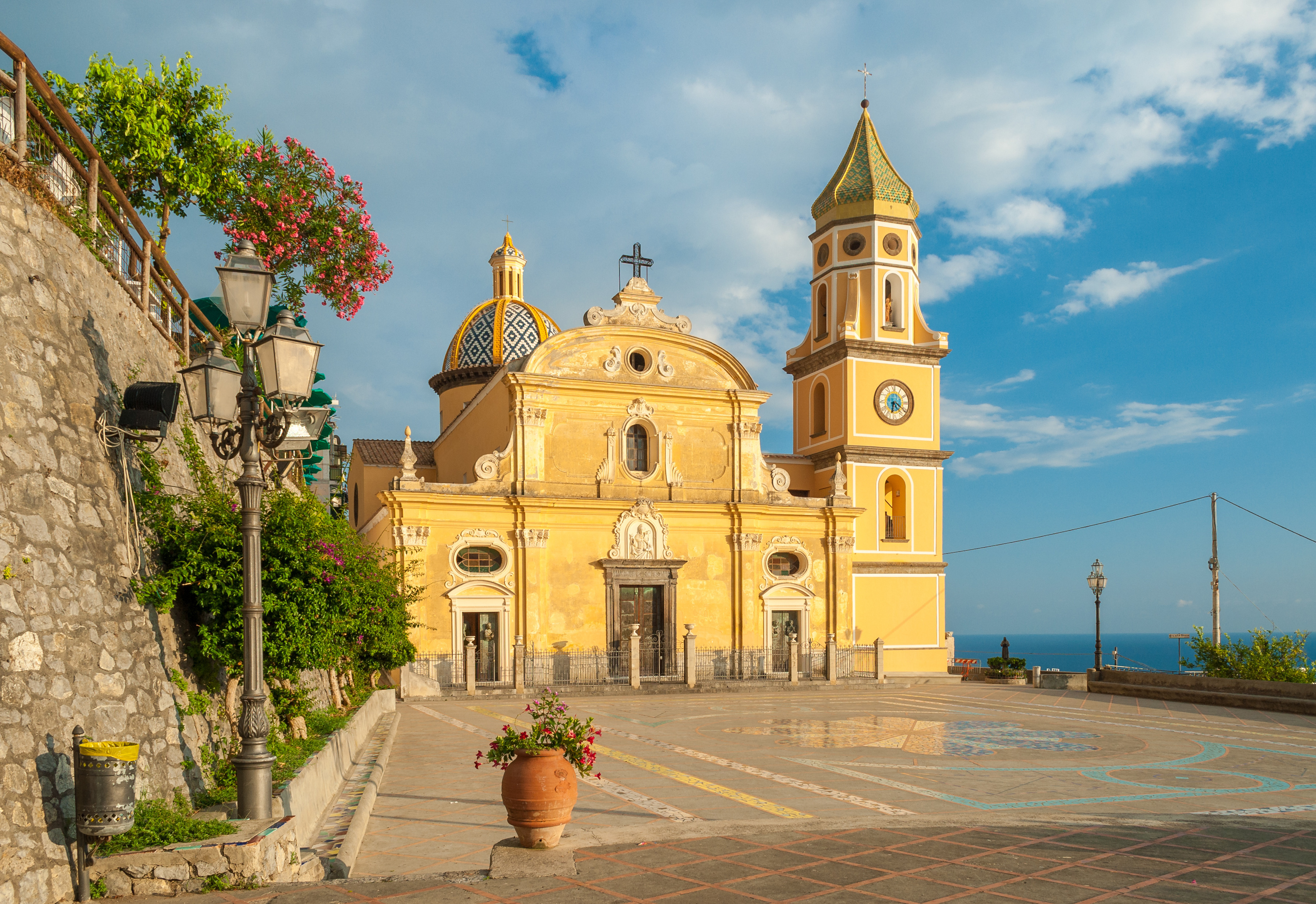
Kirche von San Gennaro
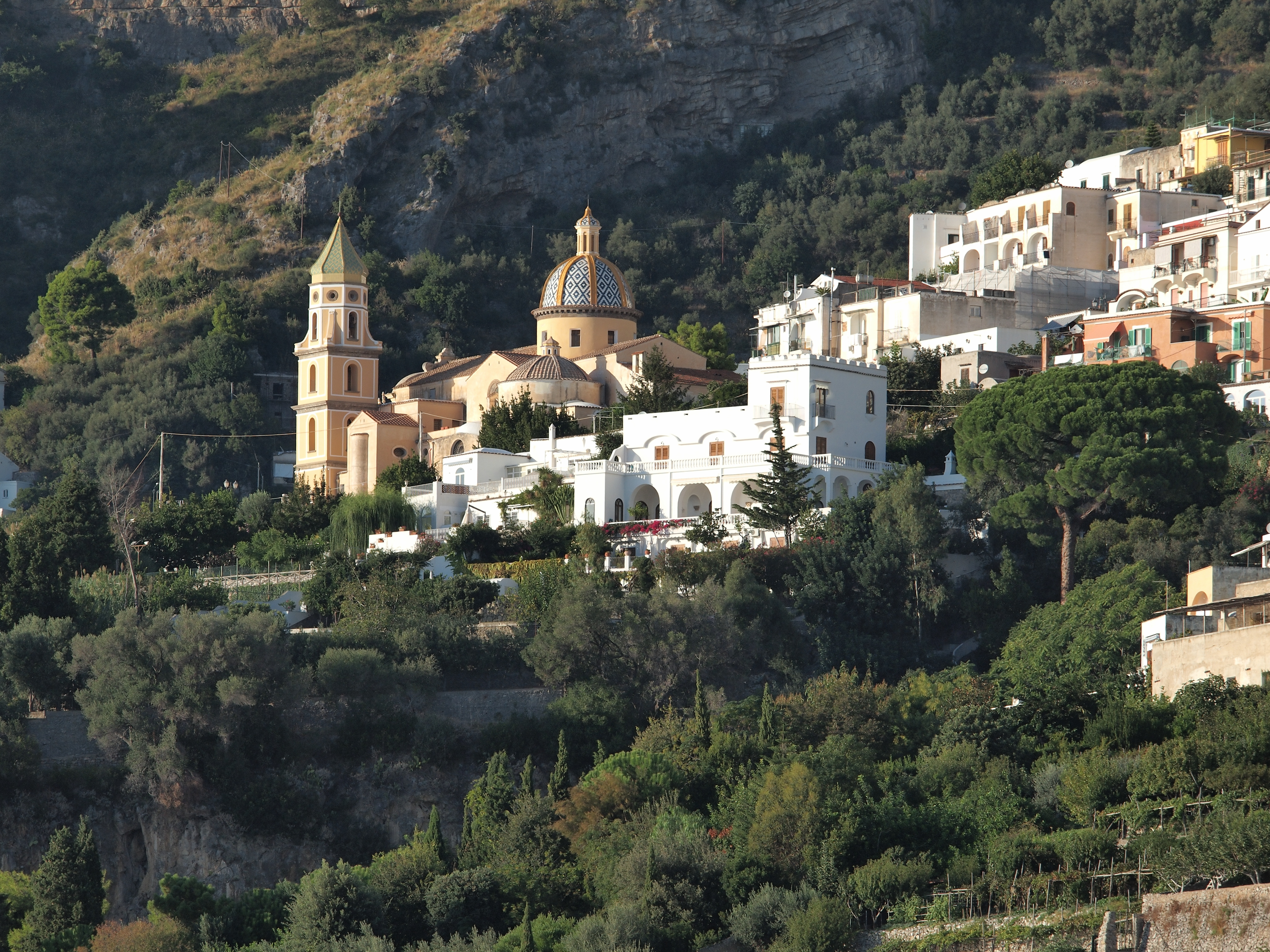
San Gennaro von See aus